# Mariä Himmelfahrt (Namborn)

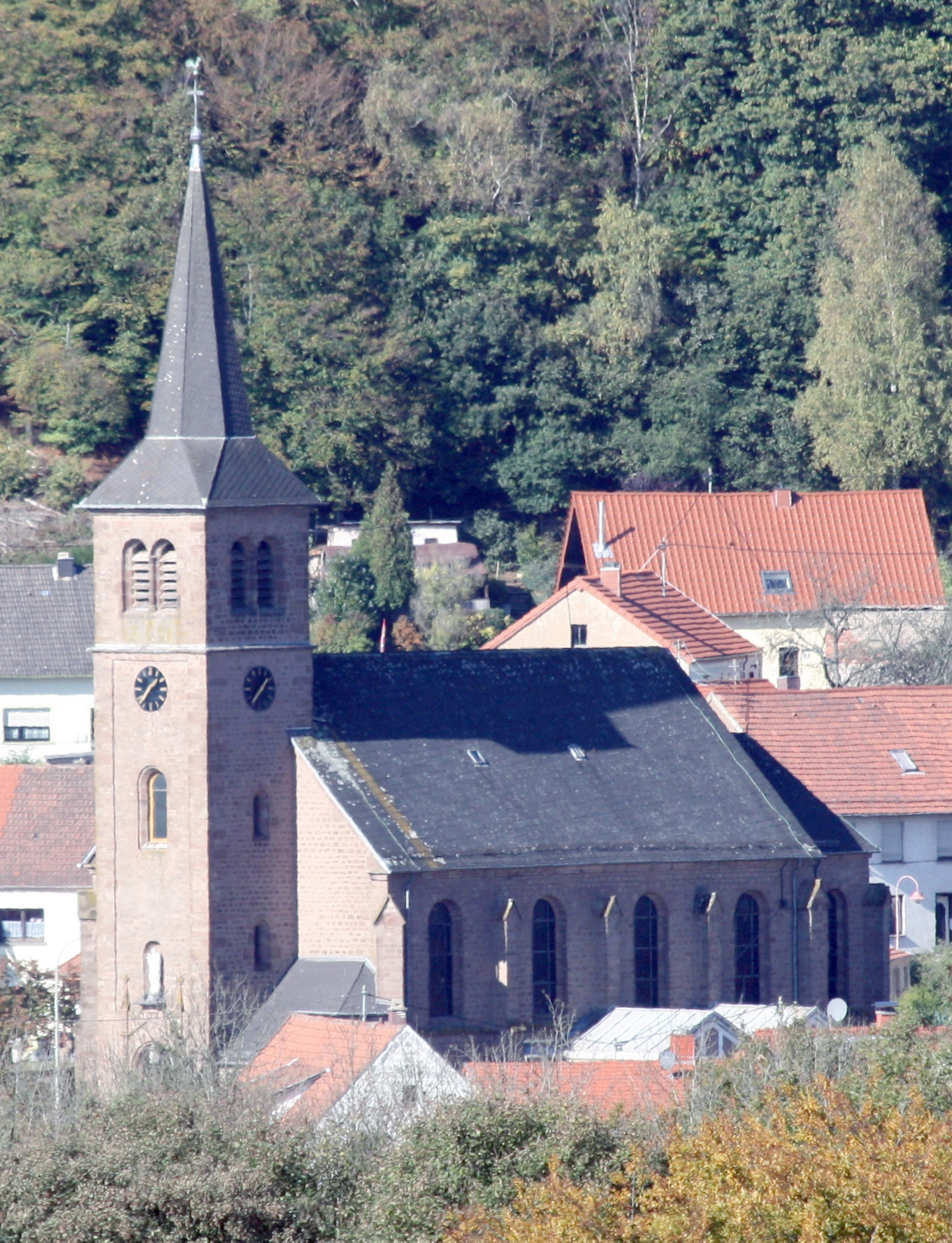
Die katholische Pfarrkirche Mariä Himmelfahrt in Namborn. Blick von der Liebenburg aus.

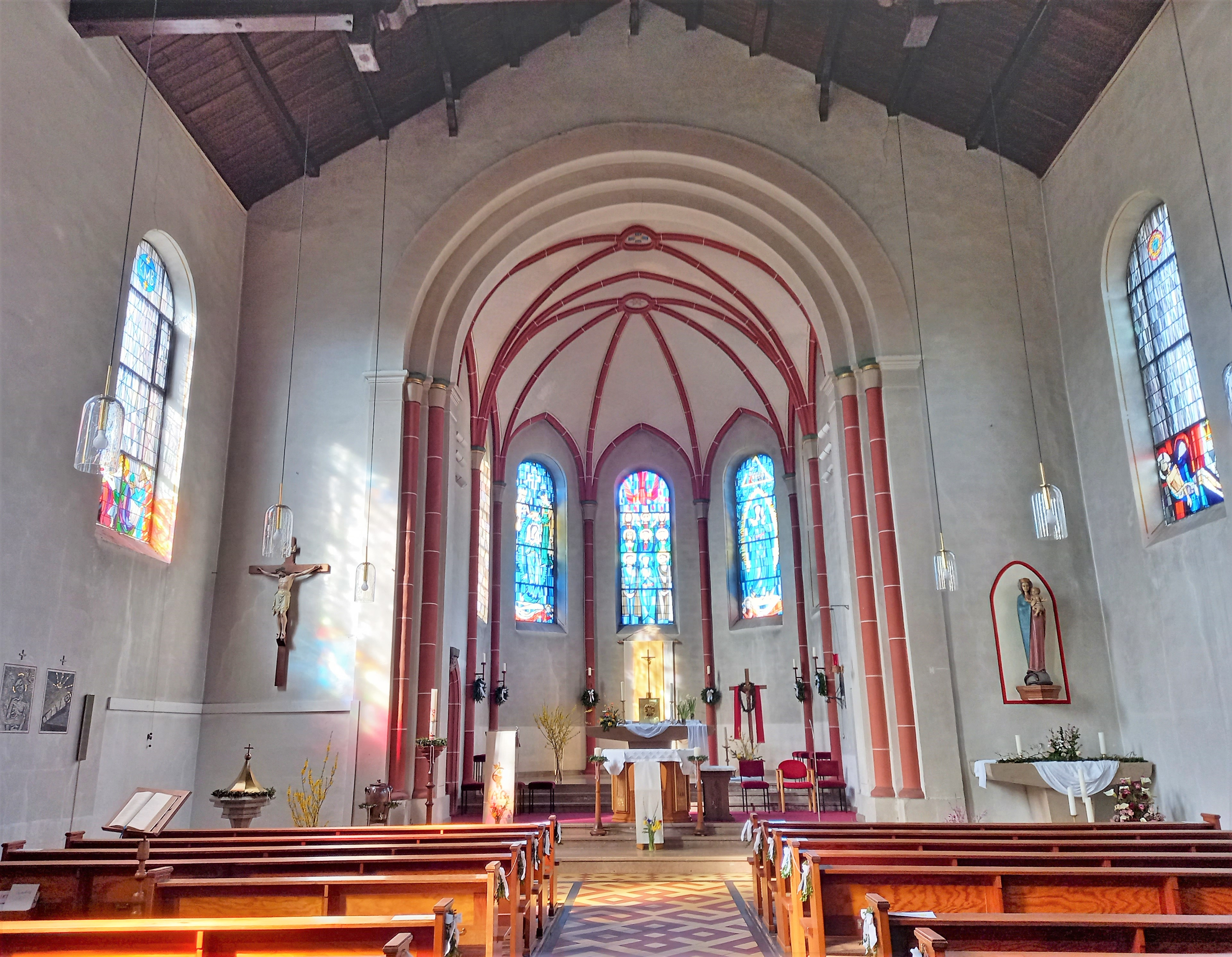
Innenraum

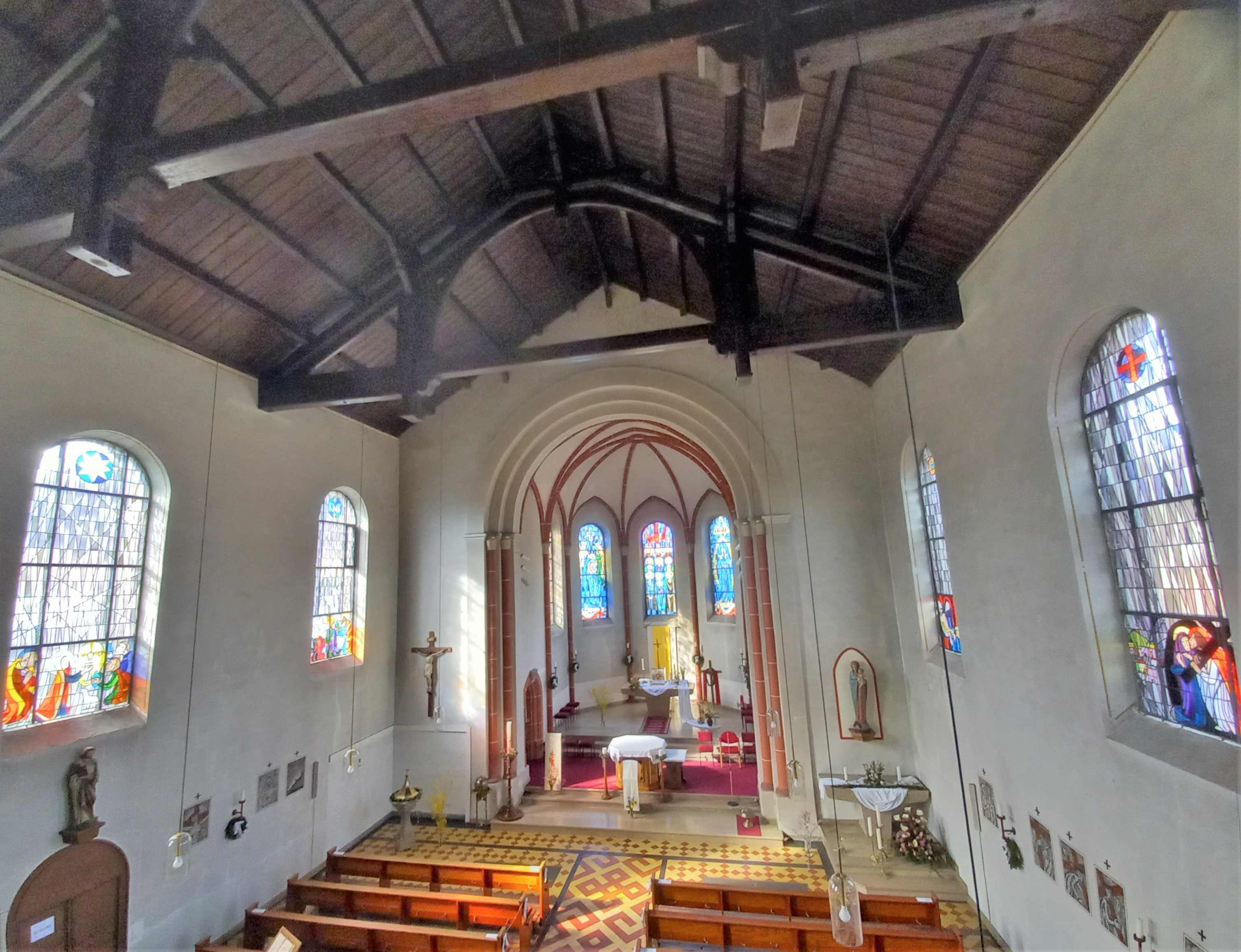

Die Kirche Mariä Himmelfahrt ist eine katholische Pfarrkirche in Namborn, Landkreis St. Wendel, Saarland. Sie trägt das Patrozinium Mariä Aufnahme in den Himmel. In der Denkmalliste des Saarlandes ist die Kirche als Einzeldenkmal aufgeführt.

## Geschichte
An der Stelle der heutigen Kirche stand als Vorgängerbau eine kleine um 1111 errichtete Kirche. In ihrem Inneren beherbergte sie einen Altar, der der heiligen Maria gewidmet war.
Die Pläne für das heutige Gotteshaus entwarf Baumeister Spalding, der diese der Königlichen Regierung am 18. August 1873 zur Genehmigung vorlegte. Nach Erteilung der Genehmigung erfolgte im Jahr 1874 die Grundsteinlegung. Bereits im Jahr 1863 legte Architekt Mathias Mußweiler einen Entwurf für einen Neubau der Namborner Kirche vor, der aber nicht ausgeführt wurde.
Im Jahr 1875 erfolgte die Benedizierung durch Dechant Bougois Denfinator zu Oberkirchen. Die feierliche Konsekration nahm der Trierer Weihbischof Heinrich Feiten am 5. Juli 1889 vor.
Am 20. Juni 2013 führten Blitzeinschläge in den Turm zum Ausfall der veralteten und maroden elektrischen Anlage. Dies führte dazu, dass die elektrisch betriebene Turmuhr und die ebenfalls elektrisch betriebenen Glocken seitdem nicht mehr funktionieren.
Die Zwischenzeitliche Umsetzung des Volksaltares in die Mitte der Kirche und die damit verbundene Drehung der vorderen Bankreihen um 90° wurde irgendwann nach 2013 wieder rückgängig gemacht.

## Architektur
Das Kirchengebäude gliedert sich in einen Turm, an den sich das Langhaus anschließt, an das sich wiederum ein fünfseitiger polygonaler Chorraum anschließt. Das Kirchenschiff ist ein Rechtecksaal mit offenem Dachstuhl und weist zu beiden Seiten vier Fensterachsen mit Rundbogenfenstern auf. Auch die Fenster im Chorraum sind rundbogig. Der Kirchturm besitzt einen Spitzhelm.

## Orgeln

### Gerhardt-Orgel (1910–2020)

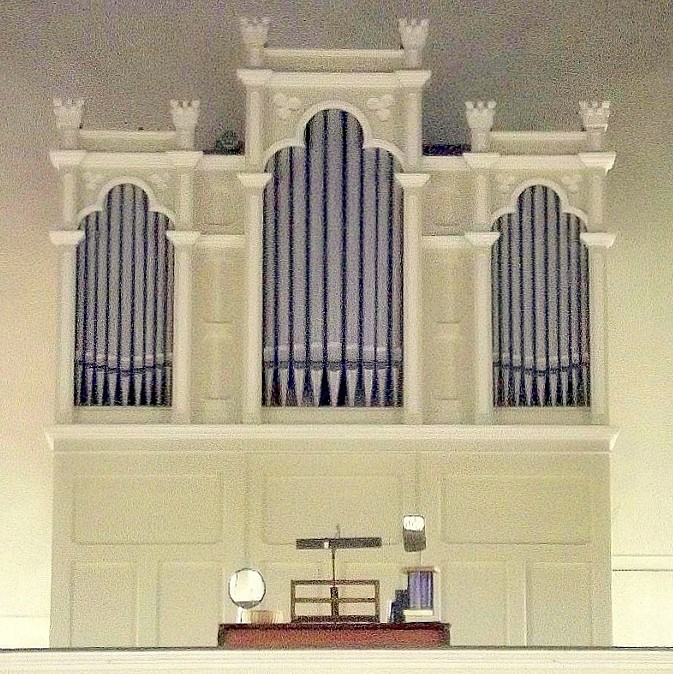
Prospekt der ehemaligen Christian-Gerhardt-Orgel

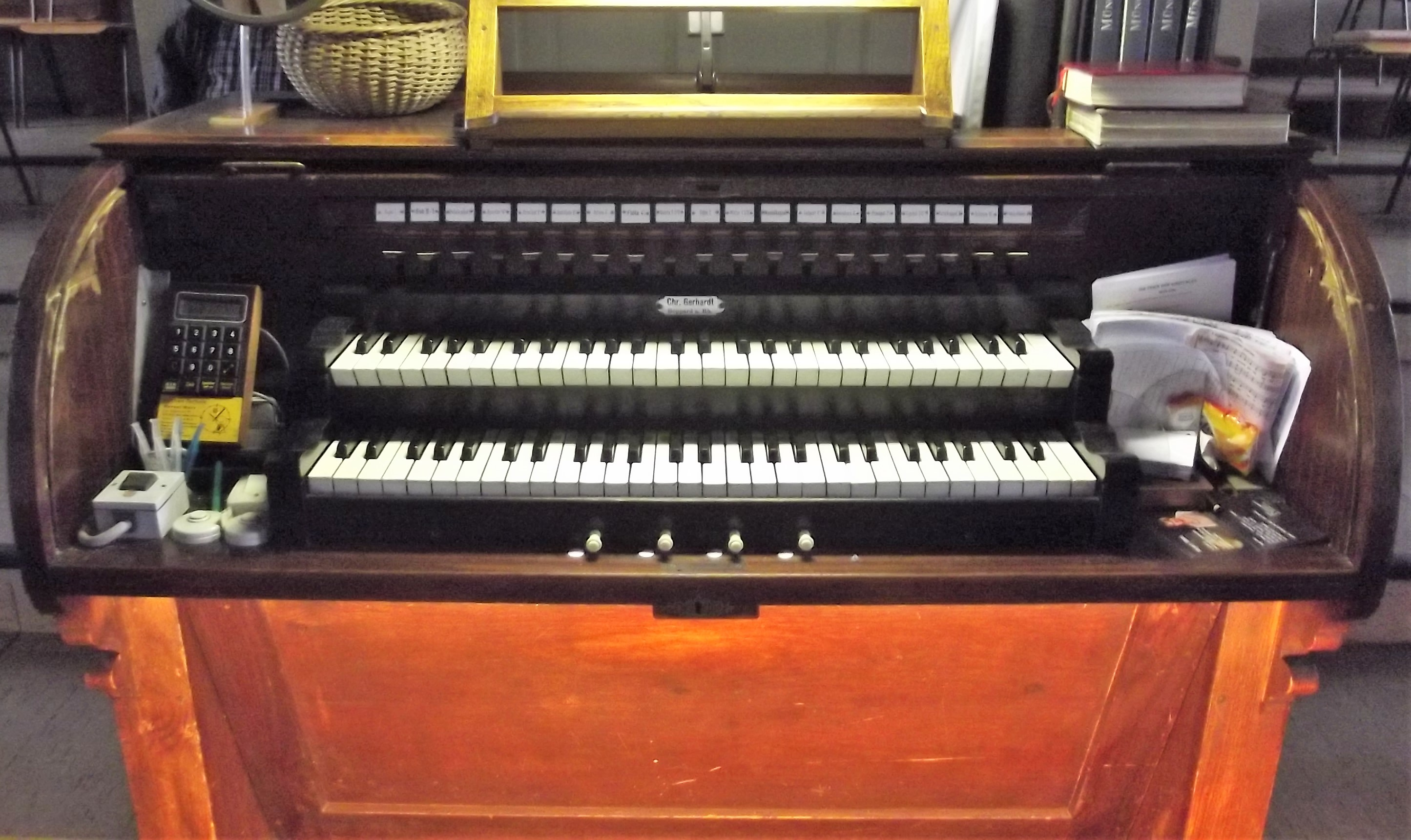
Spieltisch der Gerhardt-Orgel

Die erste Orgel der Kirche wurde 1910 vom Orgelbauer Christian Gerhardt in einem neugotischen Gehäuse errichtet. In den 1950er bzw. 1960er Jahren erfolgte ein tiefgreifender Umbau bezüglich der Klangsubstanz, mit dem Ziel der Neobarockisierung. Das Instrument besaß pneumatische Kegelladen und verfügte über 14 Register, verteilt auf zwei Manuale und Pedal. Die Disposition lautete zuletzt wie folgt:
| I Hauptwerk C–f3 |           |       |
| 1.               | Bourdon   | 16′   |
| 2.               | Prinzipal | 8′    |
| 3.               | Hohlflöte | 8′    |
| 4.               | Oktave    | 4′    |
| 5.               | Flöte     | 4′    |
| 6.               | Quinte    | 2 ⁄3′ |
| 7.               | Flöte     | 2′    |
| 8.               | Mixtur    | 1 ⁄3′ |

| II Manual C–f3 |           |      |
| 9.             | Gedackt   | 8′   |
| 10.            | Gemshorn  | 4′   |
| 11.            | Prinzipal | 2′   |
| 12.            | Cymbel    | 2⁄3′ |

| Pedal C–d1 |               |     |
| 13.        | Subbass       | 16′ |
| 14.        | Prinzipalbass | 8′  |

- Koppeln:
  - Normalkoppeln: II/I, I/P, II/P,
  - Suboktavkoppeln: II/I
  - Superoktavkoppeln: I/I
- Spielhilfen: Piano, Forte, Tutti

### Gaida-Orgel (seit 2021)

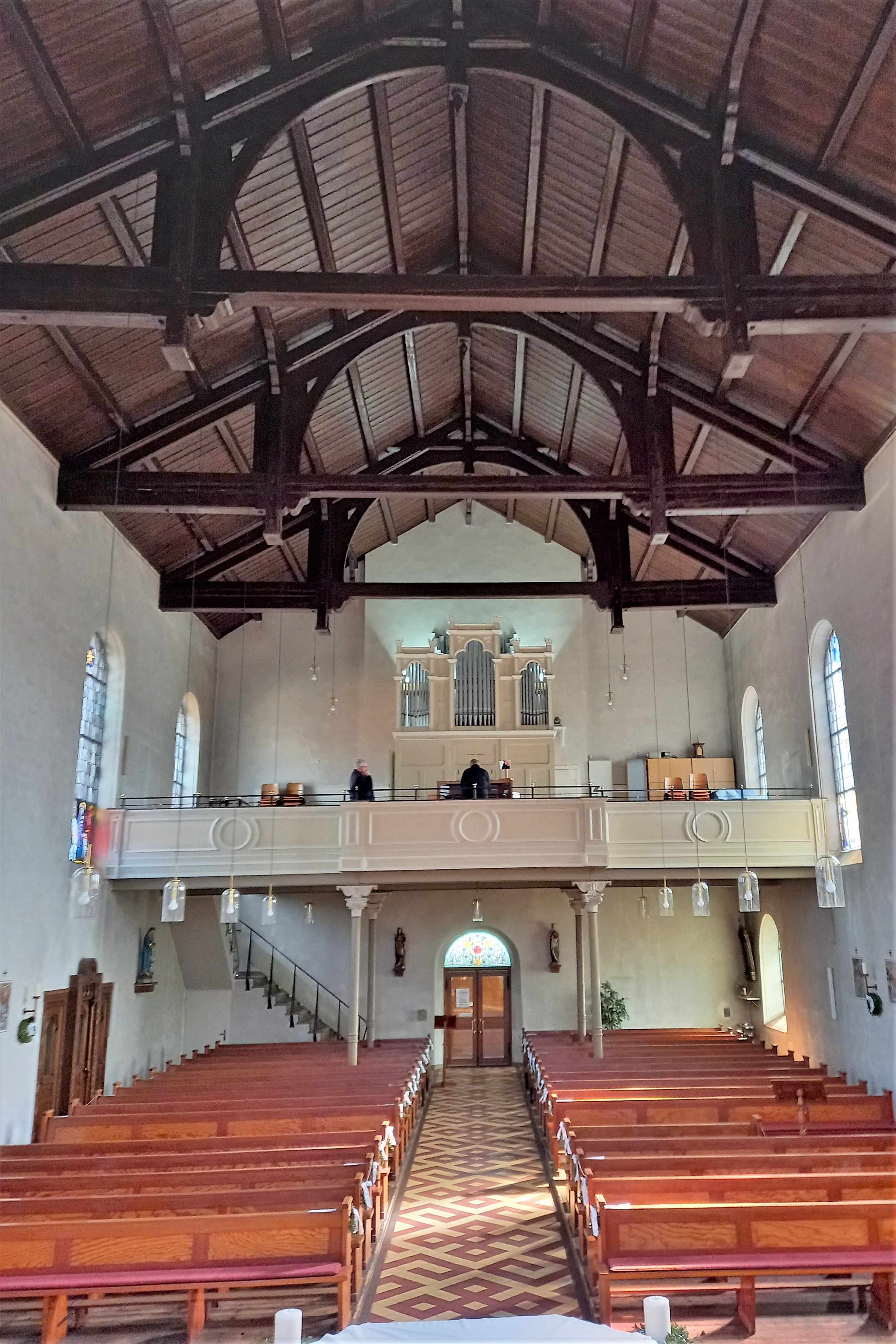
Neue Gaida-Orgel (seit 2021) im Gehäuse von Gerhardt (1910)

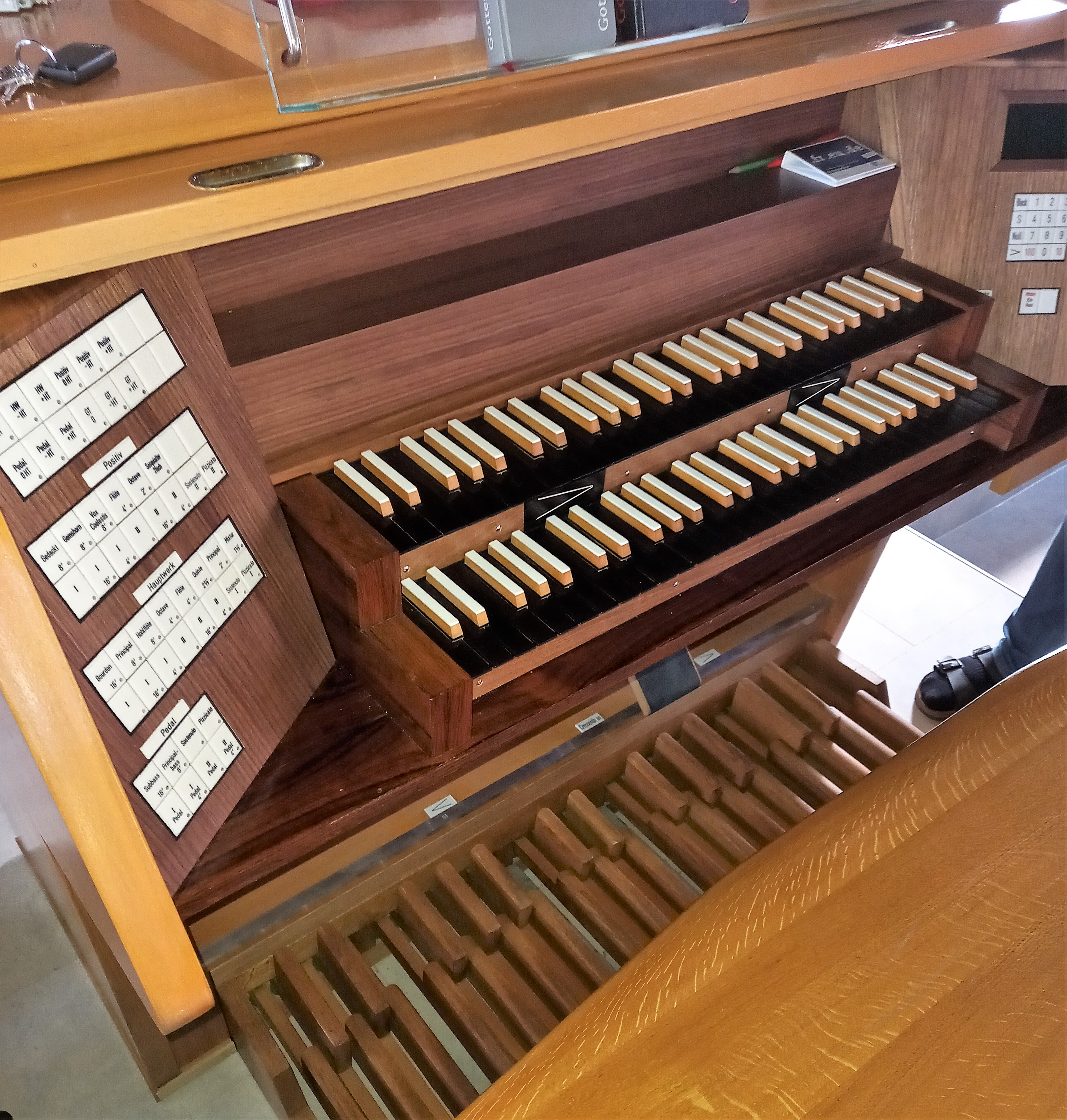
Spieltisch der neuen Gaida-Orgel

Die vormalige Gerhardt-Orgel befand sich zuletzt in einem desolaten Zustand. Eine originalgetreue Restaurierung erschien aus finanziellen und technischen Gründen nicht sinnvoll. Aus diesem Grund fand 2021 durch die Firma Thomas Gaida aus Wemmetsweiler ein technischer Neubau unter Verwendung der Pfeifen und des Gehäuses der Gerhardt-Orgel statt. Die wiederverwendeten Schleifladen stammen aus einer englischen Orgel und der Spieltisch mitsamt den Klaviaturen aus St. Gereon Mönchengladbach-Giesenkirchen, die Pedalklaviatur aus der ehemaligen Mayer-Orgel St. Barbara Heinitz. Der innere Aufbau der Orgel wurde in diesem Zuge völlig umstrukturiert. Die Windlade des II. Manual wurde statt wie zuvor im Untergehäuse nun erhöht als Oberwerk angeordnet. Der Winddruck wurde mit 105 mmWs beibehalten. Außerdem kann man jedes Werk in jeder Tonlage an jede Klaviatur frei zuordnen. Die Disposition der neuen Orgel lautet wie folgt:
| Hauptwerk C–g1 |           |       |
| 1.             | Bourdon   | 16′   |
| 2.             | Principal | 8′    |
| 3.             | Hohlflöte | 8′    |
| 4.             | Octave    | 4′    |
| 5.             | Flöte     | 4′    |
| 6.             | Quinte    | 2 ⁄3′ |
| 7.             | Principal | 2′    |
| 8.             | Mixtur IV | 1 ⁄3′ |

| II Oberwerk C–g3 |                |       |
| 9.               | Gedackt        | 8′    |
| 10.              | Gemshorn       | 8′    |
| 11.              | Vox coelestis  | 8′    |
| 11.              | Flöte          | 4′    |
| 13.              | Octave         | 2′    |
| 15.              | Sesquialter II | 2 ⁄3′ |

| Pedal C–f1 |               |     |
| 15.        | Subbass       | 16′ |
| 16.        | Prinzipalbass | 8′  |

- Koppeln:
  - Normalkoppeln: HW/I, HW/II, HW/P, OW/I, OW/II, OW/P
  - Suboktavkoppeln: HW/I, HW/II, OW/I, OW/II
  - Superoktavkoppeln: HW/I, HW/II, W/P, OW/I, OW/II, OW/P
- Spielhilfen: 10.000 Setzerkombinationen, Tutti, Crescendotritt, Transposer +- 12 HT (sowohl general als auch werksweise), Sostenuto für jede Klaviatur, Pizzicato für jede Klaviatur